# 1972年瑞穗地震
1972年瑞穗地震發生於當地時間（UTC+8）1972年4月24日17:57（UTC 09:57）。美國地質調查局發布的地震規模是 Ms 7.2；而中央氣象局發布的是 ML 6.9。震央位於台灣花蓮縣瑞穗鄉。玉山最大震度5級，台北和花蓮最大震度為4級。

## 傷亡與損失
5人死亡，瑞穗大橋斷裂。瑞穗的汙水處理廠損壞。

## 地質背景
該地震是因為瑞穗斷層活動引發，造成70公分垂直移動。瑞穗斷層是長150公里的花東縱谷的一部分，是有左移分量的逆斷層。歐亞板塊和菲律賓海板塊的交界即位於花東縱谷。